# Oksana Szkurat
Oksana Jurijiwna Szkurat (ukr. Оксана Юріївна Шкурат; ur. 30 lipca 1993) – ukraińska lekkoatletka specjalizująca się w biegach płotkarskich.
W 2016 wystartowała na igrzyskach olimpijskich, na których zajęła 35. miejsce na 100 m ppł z czasem 13,22 s.
Wicemistrzyni Ukrainy w sztafecie 4 × 100 m z 2015 roku oraz brązowa medalistka mistrzostw kraju w biegu na 100 m ppł z 2015 i 2016 roku. Brązowa medalistka halowych mistrzostw Ukrainy w biegu na 60 m ppł z 2015 roku.
Studentka wydziału rachunkowości i finansów Ukraińskiej Akademii Bankowej.
Rekordy życiowe:
- 60 m (hala) – 7,80 s (Kijów, 20 lutego 2015)
- 60 m ppł (hala) – 8,33 s (Sumy, 13 lutego 2015)
- 100 m ppł – 12,96 s (Mińsk, 5 lipca 2016)[10]